# Light Years (Kylie Minogue-album)
Light Years er det syvende studiealbum af australske sanger Kylie Minogue og blev udgivet i 2000. Albummet nåede nummer to på UK Albums Chart og førstepladsen på ARIA Charts.

## Udgivelse
Light Years er almindeligt kendt som hendes comeback, da det så hende vende tilbage til toppen af hitlisterne. Det er også hendes første album udgivet med Parlophone. Albummet indeholder frisk dance og pop-lyde med elementer af disco. Den første sangen fra albummet og første singlen "Spinning Around" nåede førstepladsen i mange lande og blev betragtet som hendes comeback-single.
Albummet var en stor succes i Australien, nåede nummer to og førstepladsen to uger senere, og blev certificeret fire gange platin af Australian Recording Industry Association med salg af over 280.000 eksemplarer. Albummet nåede nummer otte i New Zealand og nummer to på UK Albums Chart. Det blev certificeret platin i Storbritannien med salg af over 300.000 eksemplarer. Albummet blev en moderat succes andre steder, nåede nummer 16 i Ungarn, nummer 24 i Finland, nummer 26 i Sverige, nummer 28 i Schweiz og nummer 35 i Tyskland. Albummet har solgt 3 millioner eksemplarer på verdensplan.

## Singler
- "Spinning Around" var den første single og blev udgivet i juni 2000. Sangen nåede førstepladsen i Australien og Storbritannien. Musikvideoen involveret Minogue danser på en natklub.

- "On a Night Like This" blev udgivet som den anden single i september 2000. Sangen nåede førstepladsen i Australien og nummer to i Storbritannien. Minogue optrådte sangen i Sydney på Sommer-OL 2000.

- Duetten "Kids" med Robbie Williams blev udgivet i oktober 2000. Sangen blev skrevet af Robbie Williams og Guy Chambers, og nåede nummer to i Storbritannien og nummer fem i Australien.

- "Please Stay" blev udgivet i december 2000 og nåede nummer ti i Storbritannien og nummer femten i Australien. Minogue udført denne sang på den britiske musikprogram Top of the Pops.

- "Your Disco Needs You" var en anden sang skrevet af Robbie Williams og Guy Chambers til albummet. Sangen blev et hit og udgivet som single i Tyskland og Australien.

## Sporliste
| #   | Titel                          | Sangskriver(e)                                             | Længde |
| --- | ------------------------------ | ---------------------------------------------------------- | ------ |
| 1.  | "Spinning Around"              | Paula Abdul, Ira Shickman, Osborne Bingham, Kara DioGuardi | 3:27   |
| 2.  | "On a Night Like This"         | Steve Torch, Mark Taylor, Brian Rawling, Graham Stack      | 3:33   |
| 3.  | "So Now Goodbye"               | Kylie Minogue, Steve Anderson                              | 3:37   |
| 4.  | "Disco Down"                   | Johnny Douglas                                             | 3:54   |
| 5.  | "Loveboat"                     | Minogue, Guy Chambers, Robbie Williams                     | 4:11   |
| 6.  | "Koocachoo"                    | Minogue, Douglas                                           | 4:00   |
| 7.  | "Your Disco Needs You"         | Minogue, Williams, Chambers                                | 3:33   |
| 8.  | "Please Stay"                  | Minogue, Richard Stannard, Julian Gallagher, John Themis   | 4:08   |
| 9.  | "Bittersweet Goodbye"          | Minogue, Anderson                                          | 3:42   |
| 10. | "Butterfly"                    | Minogue, Anderson                                          | 4:08   |
| 11. | "Under the Influence of Love"  | Paul Politi, Barry Eugene White                            | 3:24   |
| 12. | "I'm So High"                  | Minogue, Chambers, Megan Smith                             | 3:33   |
| 13. | "Kids" (feat. Robbie Williams) | Williams, Chambers                                         | 4:20   |
| 14. | "Light Years"                  | Minogue, Stannard, Gallagher                               | 4:48   |

## Medlemmer
| - Kylie Minogue – vokal, baggrundsvokal - Tracie Ackerman – baggrundsvokal - William Baker – stylist - Big G. – guitar, producer, lydtekniker, miksing - Adam Brown – lydtekniker, miksing - Winston Blissett – basguitar - Andy Caine – baggrundsvokal - Tom Carlisle – lydtekniker, miksing - Guy Chambers – guitar, producer - Dave Clews – keyboard, programmering - Johnny Douglas – producer - Rick Driscoll – baggrundsvokal - Andy Duncan – percussion, trommeprogrammering - Lance Ellington – baggrundsvokal - Julian Gallagher – producer - Clive Griffith – baggrundsvokal - Simon Hale – keyboard, strengeinstrument - Pete Howarth – baggrundsvokal - Ash Howes – miksing, indspilning - Sylvia Mason James – baggrundsvokal - Katie Kissoon – baggrundsvokal - Steve Lewinson – basguitar - Savvas Lossifidis – lydtekniker - Steve McNichol – programmering - Paul Mertens – fløjte - Mick Mullins – baggrundsvokal - Sharon Murphy – baggrundsvokal | - David Naughton – assistent - Tessa Niles – baggrundsvokal - Gary Nuttall – baggrundsvokal - Vincent Peters – fotograf - Mark Picchiotti – producer, miksing - Steve Power – keyboard, producer, lydtekniker, miksing - Alan Ross – guitar - Resin Rubbers – strengeinstrument - Dan Russell – baggrundsvokal - Jonn Savannah – baggrundsvokal - Craig J. Snider – keyboard - Phil Spalding – basguitar - Mike Spencer – producer - Graham Stack – producer, miksing - Richard Stannard – producer - Miriam Stockley – baggrundsvokal - Ren Swan – lydtekniker, miksing - Alvin Sweeney – assistent - Mark Taylor – producer, miksing - Neil Taylor – guitar - John Themis – guitar - Paul Turner – guitar, basguitar - Tony Walthers – baggrundsvokal - Carl Wayne – baggrundsvokal - Paul Williams – baggrundsvokal - Richard Woodcraft – lydtekniker - Claire Worrall – baggrundsvokal |

## Hitlister
| Hitliste (2000)                   | Placering |
| --------------------------------- | --------- |
| Australien (ARIA Charts)          | 1         |
| Belgien (Ultratop 50 Flandern)    | 44        |
| Nederlandene (MegaCharts)         | 71        |
| Finland (Suomen virallinen lista) | 24        |
| Frankrig (SNEP)                   | 50        |
| Tyskland (Media Control Charts)   | 35        |
| Ungarn (Mahasz)                   | 16        |
| Irland (Irish Albums Chart)       | 13        |
| New Zealand (RIANZ)               | 8         |
| Sverige (Sverigetopplistan)       | 25        |
| Schweiz (Schweizer Hitparade)     | 28        |
| Storbritannien (UK Albums Chart)  | 2         |

## Certificering
| Land                 | Certificering |
| -------------------- | ------------- |
| Australien (ARIA)    | 4× Platina    |
| Storbritannien (BPI) | Platina       |